# Stand Up (Kick Love into Motion)
Stand Up (Kick Love Into Motion) è un singolo del gruppo musicale britannico Def Leppard del 1992, il quarto estratto dal loro quinto album Adrenalize. È stato pubblicato solo per gli Stati Uniti. Raggiunse il primo posto della Mainstream Rock Songs e la posizione numero 34 della Billboard Hot 100.
Phil Collen, secondo quanto dichiarato nelle raccolte Best of e Rock of Ages, ammette come questa canzone sia stata scritta nei Wisseloord Studios, mentre i Def Leppard stavano registrando l'album Hysteria. Tuttavia, non è stata inclusa nell'album in quanto ritenuta dalla band troppo simile alla canzone Hysteria.

## Video musicale
Il videoclip di Stand Up (Kick Love Into Motion) è stato diretto da Matt Mahurin, e vede i manager dei Def Leppard, Peter Mensch e Cliff Burnstein, rispettivamente nelle parti dell'uomo d'affari e del giocatore di baseball. Le riprese si sono svolte il 26 ottobre 1992. Il video è stato girato all'aperto, vicino al Central Park di New York City.
Nel video è presente la scena di una coppia nuda abbracciata in mezzo alla strada, censurata da alcune emittenti televisive.
Il clip fu tra i più trasmessi da MTV nel periodo in cui uscì.

## Tracce

### CD: Bludgeon Riffola / 862 027-2 (AUSTRALIA) / Limited Edition Digipak
1. Stand Up (Kick Love into Motion)
2. She's Too Tough
3. Elected (Live)
4. Let's Get Rocked (Live)

## Classifiche
| Classifica (1993)             | Posizione massima |
| ----------------------------- | ----------------- |
| Stati Uniti                   | 34                |
| Stati Uniti (mainstream rock) | 1                 |
| Stati Uniti (pop)             | 22                |